# スズカ・ヴォイスFM

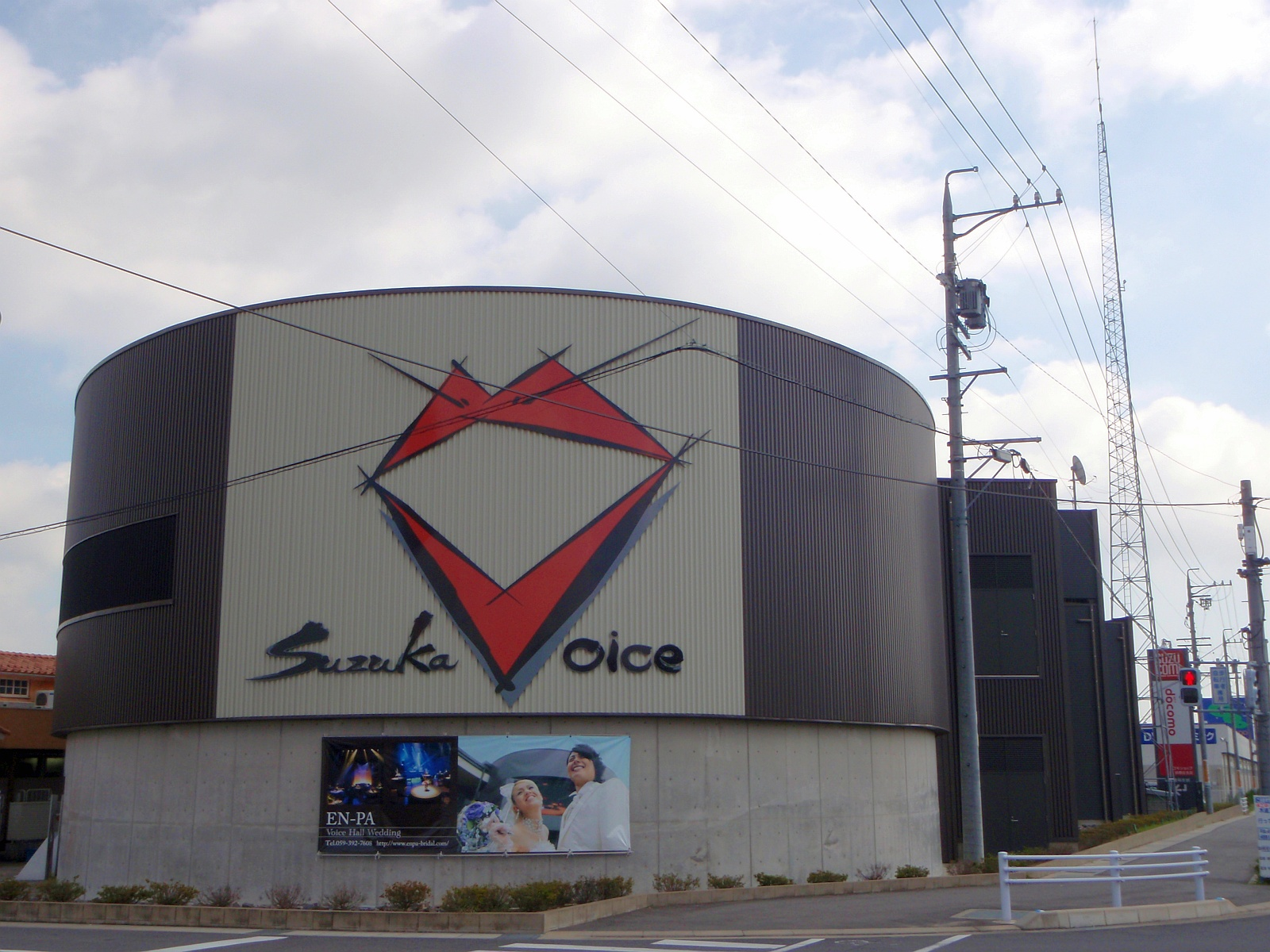
社屋の外観。右奥に送信タワーが見える。

鈴鹿ヴォイスFM（すずかヴォイスエフエム・英: Suzuka Voice FM）は、三重県鈴鹿市の一部地域を放送区域として超短波放送（FM放送）をする特定地上基幹放送事業者である株式会社鈴鹿メディアパークの実施するコミュニティ放送の愛称である。

## 概要
2008年開局。開局前の仮称は「KIZUNAネット鈴鹿FM」であった。
ショッピングセンター「フレスポ鈴鹿」の一角にある施設「SUZUCOMI」の一角に設置され、SUZUCOMIを運営している鈴鹿コミュニティーが当局の筆頭株主である。SUZUCOMI内には音楽ホール「SUZUKA VOICE HALL」がある。なお、鈴鹿コミュニティー社はミュージックバードの上位株主となっているほか、エフエム東京など都県域の放送局と提携した災害情報発信機能付きの自動販売機を開発している。
送信所もSUZUCOMIの一角に設置されている（屋上ではなく、地表から独自の送信塔が建設されている）。可聴エリアは鈴鹿市全域及び亀山市、四日市市、三重郡などの近郊都市で人口は約66万5千人。
時報はコールサイン、局名の読み上げのあと、レースマシンの通過音で正時を知らせる。
後述の給与遅配問題発生以前はスズカ・ヴォイスFM、全時間帯がオリジナル番組で構成されるようになってからは鈴鹿ヴォイスFMと表記されている。ポスターやロゴマークでは「鈴ラジ」という表記も行われるが、正式名称としては英語表記の「Suzuka Voice FM78.3MHz」と周波数まで入れたものを使用する。コールもこの形で行われている。

## 沿革
- 2008年（平成20年）
  - 8月11日 - 株式会社鈴鹿メディアパーク設立。
  - 12月11日 - 放送局（現・特定地上基幹放送局）の予備免許取得。呼出名称はエフエムすずか。
- 2009年（平成21年）
  - 1月7日 - 現住所で業務開始。
  - 2月23日 - サービス放送開始。
  - 3月6日 - 放送局の免許取得。
  - 3月20日 - 本放送開始。
- 2015年（平成27年）6月19日 - 鈴鹿メディアパークの資金繰りの問題から給与遅配が発生。全従業員が退職願を提出し、2日間に渡り番組が放送できない状態に陥る[6]。
  - この影響で、同年4月からミュージックバードを通じて全国のコミュニティ放送局に配信されていた自社制作番組「YAN!YOUNG!!ミュージック☆アワー」の配信が月末をもって打ち切られた。
- 2016年（平成28年）9月30日 - この日をもってミュージックバードから受けていた番組配信を終了し、ジャンルごとに分かれた音楽番組をスタート。翌10月1日より全放送番組が自社制作となる。
- 2019年（平成31年）4月1日 - 自社制作番組「パパママおやすみ♡」がミュージックバードに採用[7]されたことに伴い、深夜帯を中心に再び一部の番組がミュージックバードからの配信に変更された。
- 2020年（令和2年）12月1日 - JCBAに加入。

## 編成
ハーバーステーション（敦賀FM放送）・FMひこね・Radio Sweet（びわ湖キャプテン）との共同制作番組「土日どこ行く」や、いなべエフエム・CTY-FM・FMなばり（アドバンスコープ）との共同制作番組「みえ4局おでかけナビ」など、合同制作の番組やミュージックバードの番組も放送している。CTY-FM制作の「アムリタイム」との枠交換に伴い、当局制作「大好き!ヴィアティン」を2020年4月からCTY-FMで放送している。
昼の生放送番組ではYouTubeでのスタジオ動画配信が行われている。
鈴鹿サーキットでF1や鈴鹿8耐などのビッグレースが開催されるときは、周辺の交通情報や駐車場案内、サーキット内からの情報を放送しており、2015年よりF1日本グランプリ・8耐・SUPER GT SUZUKA 1000km・スーパーフォーミュラなどのレース実況放送が行われているが、F1とSUPER GTはサイマルラジオでの放送はスポンサーの関係で行うことができない。2018年よりスタートする「SUZUKA 10H（鈴鹿10時間耐久レース）」の実況放送もスタートし、全部で6つのビッグレースを放送している。

## 主な番組
- 〈生放送〉朝の情報バラエティ番組 Suzuka Morning voice!（月 - 金 7:00 - 9:00） - YouTubeLiVE配信あり
  - ラジオDE体操（7:44 - ）
  - 自治会だより（8:40 - ）
  - 鈴鹿市広報番組（月・水・金　7:50/火・木 8:03）
  - レッツプレイボール（金 7:10頃）
- 〈生放送〉お昼の情報バラエティ　めっちゃすずか!（月 - 金 12:00 - 15:00） - YoutubeLiVE配信あり
  - 三重県議会議員　藤田よしみ「県政まる三重レポート」（月・水・金　12:40 - ）
  - 神戸高校放送部番組「神戸高校のこっちなんです」（木・12:40頃）
  - 神戸高校放送部番組「神戸高校の鈴Call（スズコール）」（第1火・12:45頃）
  - ラジオ社協すずか（木・14:20頃）
  - ラジオかめやま社協だより（第1火・14:20頃）
  - アタック!ヴィアティン
- 〈生放送〉Music and Infomation SUNSET VOX（月 - 金　18:30 - 19:00） - YouTubeLiVE配信あり
  - 鈴鹿市広報番組（月・水・金 16:30/火・木　17:30/土・日　13:54- 14:00）
- 鈴ラジ VOX（火 - 日曜　18:30 - 19:00） - タワーレコーズ提供
- SUMS（サムス）ラジオ（月曜 18:30 - 18:45、[再]火曜 20:00 - 20:15、金曜 15:30 - 15:45）
- 鈴ラジミュージック・アワー（月 - 金曜 22:30 - 23:00、月 - 火曜　15:00 - 16:00、水 - 木曜　15:30 - 16:00、金曜 15:45 - 16:00・月曜 18:00 - 18:45、火曜 20:00 - 20:15、水曜 20:00 - 20:15、金曜 20:00 - 20:30、土曜 22:00 - 23:00、日曜 22:30 - 23:00） - スタッフおススメ楽曲をノンストップで放送
- 学校だいすき（火 - 水曜 18:00 - 18:30、[再]木曜 15:00 - 15:30、土曜 20:00 - 20:30）
- おおきくなったらなになりたい？！（木曜 18:00 - 18:30、[再]火曜 15:00 - 15:30、木曜 18:00 - 18:30、日曜 18:00 - 18:30）
- カノンとゆる～く｢アニトーク｣（月　- 金曜 22:00 - 22:30）
- ～GLAY専門プログラム～ GLAYER HITS（月 20:00 - 20:30、[再]木曜 20:00 - 20:30）
- 牛込伸一のちょっと一駅（水曜 20:30 - 21:00） - アーカイブ配信あり
- みえ4局おでかけナビ（金・土曜 9:00 - 9:30、[再]金曜 15:00 - 15:30）※ads.FM、鈴鹿ヴォイスFM、CTY-FM、いなべFM共同制作・ローカルネット番組。
- 土日どこ行く?（金・土曜 9:30 - 10:00、[再]金曜 18:00 - 15:30）※敦賀FM、鈴鹿ヴォイスFM、FMひこね、Radio Sweet（ラジオスイート）共同制作・ローカルネット番組。
- パパママおやすみ（月 - 日　20:30 - 22:00） ‐ 子供向けの絵本読み聞かせ番組。土日も含め毎日放送されている。90分番組は30分ごと3部に分かれ、それぞれ別の物語が放送される。ミュージックバードでは、「童話のこころ～チャイルドケア・サポート」と改題の上で月曜から金曜の18:30 - 19:00に放送。ただし当局ではこの時間帯では放送されない。どちらも、鈴鹿メディアパークのスタジオ[10]にて番組収録している。
- おはよう演歌♪（月 - 日　4:00 - 6:00）
- pinkeye Seacret DJ Time（日曜 22:00 - 22:30）

## スタジオ
- studio Breath（『Suzuka Morning Voice!』『めっちゃすずか』などで使用）
- studio Lipstick（『Sunset VOX』で使用）

## 免許人
免許人の株式会社鈴鹿メディアパークは地元企業や鈴鹿市の出資により設立された。放送業務のほか、フリーマガジンの発行、貸ホールおよびレンタルスタジオの運営なども行う。
要目
- 本社：三重県鈴鹿市住吉町8947番地
- 設立：2008年（平成20年）8月11日
- 資本金：9,900万円

マスメディア集中排除原則にいう支配関係者
- 鈴鹿コミュニティー - 当社施設が所在するショッピングセンターを運営
- エム・エフ

株主
- 2016年（平成28年）5月31日現在 順不同[13]
- 鈴鹿市
- 鈴鹿商工会議所
- 鈴鹿農業協同組合（JA鈴鹿）
- 鈴鹿コミュニティー
- ケーブルネット鈴鹿 - 市内をサービスエリアとするケーブルテレビ局
- エム・エフ
- モビリティランド - ホンダの子会社。鈴鹿サーキットなどを運営する。
- 医療法人誠仁会 塩川病院
- 医療法人峰和会 鈴鹿回生病院
- 百五銀行
- 第三銀行(三重銀行と合併により現・三十三銀行)
- 三重銀行(第三銀行と合併により現・三十三銀行)
- ヴィアティン三重ファミリークラブ
- エンジョイ
- ケーエス
- カームインプレッション
- 三重執鬼
- Grau.

## 緊急防災ラジオ
鈴鹿メディアパークは、2011年（平成23年）4月より市民を対象に緊急防災ラジオのレンタルを開始した。
スズカ・ヴォイスFM以外のNHK-FM津とFM三重も受信できる。